# Tarrafas
Tarrafas är en kommun i Brasilien.   Den ligger i delstaten Ceará, i den östra delen av landet, 1 300 km nordost om huvudstaden Brasília. Antalet invånare är 8 910.
Omgivningarna runt Tarrafas är huvudsakligen savann. Runt Tarrafas är det glesbefolkat, med 18 invånare per kvadratkilometer.